# Alain Pigeard
Pour les articles homonymes, voir Pigeard.
 (juin 2012).
Si vous disposez d'ouvrages ou d'articles de référence ou si vous connaissez des sites web de qualité traitant du thème abordé ici, merci de compléter l'article en donnant les références utiles à sa vérifiabilité et en les liant à la section « Notes et références ».
Alain Pigeard, né le 25 avril 1948 à Dijon, est un historien français. Il est spécialiste de l'histoire de Napoléon Ier et de l'époque napoléonienne (Consulat et Premier Empire), et notamment de l'histoire militaire.

## Biographie
Juriste et historien de formation, il est diplômé d’études supérieures de sciences criminelles, diplômé de l’Institut d'études judiciaires, docteur en droit (1997). Il a enseigné cette matière et est maintenant retraité.  
Il est également historien et docteur en histoire à la Sorbonne (1995). 
Alain Pigeard est conférencier et a accompagné de nombreux voyages napoléoniens, sur le terrain, en qualité de guide-conférencier. 
Il a publié à ce jour 76 ouvrages et plus de 450 articles dans Historia, Le Figaro, la Revue Napoléon, Napoléon Ier Le Magazine, la Revue du Souvenir napoléonien, le Dictionnaire Napoléon, le Dictionnaire du Second Empire mais, surtout, dans la revue Tradition. 
Il a également préfacé de nombreux ouvrages. Alain Pigeard est actuellement considéré, par Jean Tulard, comme le premier spécialiste français d'histoire militaire napoléonienne[Par qui ?]. Il a visité tous les sites napoléoniens de la Corse à Sainte-Hélène en passant par 160 champs de bataille de 1973 à 2019)[Quand ?]
Il est également conseiller historique dans plusieurs films napoléoniens et guide commentateur dans les collections de peinture napoléonienne de Versailles.

## Télévision
En tant que spécialiste de Napoléon Ier, il participe à l'émission Secrets d'Histoire qui lui est consacrée, intitulée Comment devient-on Napoléon ? , diffusée le 2 juin 2015 sur France 2.

## Activités
- Membre du Souvenir napoléonien depuis 1968
- Président fondateur du premier groupe de reconstitution historique napoléonien en France à Dijon " Les Grenadiers du 27e d'infanterie " de 1984 à 1986
- Président de la Fédération Française de reconstitution historique " La Grande Armée " de 2000 à 2002
- Président de la Musique de la Garde impériale de Dijon de 2005 à 2007.
- Délégué Bourgogne du Souvenir Napoléonien de 2004 à 2012 puis élu président national le 9 mai 2012 jusqu'à novembre 2017. Il est actuellement délégué de la région Bourgogne Franche-Comté depuis le 1/1/2024.
- Membre du Conseil d'administration de la Fondation Napoléon.

## Publications
- 2023 : Les savants de Bonaparte en Égypte (Paris, La Bisquine)
- 2022 : Napoléon Bonaparte en Bourgogne et les généraux bourguignons de Napoléon (Dijon)
- 2021 : Mortier Duc de Trévise Maréchal de Napoléon 1er (Paris, Soteca)
- 2021 :  Des geôles au pouvoir... ou vice versa (Paris, l'Esprit du Temps)
- 2020 : Côte-d'Or. Dictionnaire des officiers de Napoléon 1er (Dijon, chez l'auteur)
- 2020 :  Dijon au temps de Napoléon 1er (Dijon, chez l'auteur)
- 2020 : Napoléon et le management (Paris, Editions Athéna-Paris) (avec Florian Mantione)
- 2019 : Nouveau Dictionnaire de la Grande Armée (Edit. Heimdal)
- 2019 : Pauline Bonaparte - Leclerc - Borghèse (Paris, La Bisquine)
- 2018 : L'épopée des généraux de cavalerie de Napoléon 1792 - 1815 (Saint-Cloud, Soteca)
- 2018 : Les Grognards de Napoléon. Vie quotidienne dans les armées (Saint-Cloud, Soteca)
- 2017 : Prince Joseph Poniatowski (Saint-Cloud, Soteca)
- 2017 : A table de la Révolution à l'Empire (Paris, La Bisquine)
- 2016 : Dictionnaire des généraux étrangers de Napoléon 1er (Saint-Cloud, Soteca)
- 2016 : Le service de santé de la Révolution au 1er Empire 1792-1815 (Paris, La Bisquine)
- 2015 : Les Généraux morts au champ d'honneur 1792-1815 (Saint-Cloud, Soteca)
- 2015 : Histoire de la Grande Armée 1805-1815 (Paris, La Bisquine)
- 2015 : Les généraux suisses de Napoléon 1er et de la Révolution française (Bière /Suisse, Cabédita)
- 2014 : L'infanterie napoléonienne (avec V. Bourgeot) (Revue Napoléon, HS n° 21)
- 2014 : L'Œuvre de paix de Napoléon (Paris, La Bisquine)
- 2013 : La Garde Impériale à cheval (avec V. Bourgeot) (Revue Napoléon, HS n° 19)
- 2013 : L'Allemagne napoléonienne. La Confédération du Rhin (1806-1813). (Paris, La Bisquine)
- 2013 : Leipzig 1813 (Paris, Revue Gloire et Empire)
- 2013 : Marengo.La campagne de 1800 (Paris, Revue Gloire et Empire)
- 2012 : La Garde impériale à pied (avec V. Bourgeot) (Revue Napoléon, HS. n° 18)
- 2012 : Napoléon en Saxe Dresde (Paris, Revue Gloire et Empire)
- 2011 : Napoléon en Saxe 1813 Lützen et Bautzen (Paris, Revue Gloire et Empire)
- 2010 : La Bérézina. Les Français échappent au désastre. (Revue Napoléon HS n° 13)
- 2010 : Bibliographie napoléonienne (Dijon, Clea)
- 2009 : Leipzig : La bataille des Nations (Revue Napoléon HS n° 11)
- 2009 : Les sièges de Saragosse 1808-1809 (Paris, Revue Gloire et Empire)
- 2009 : Mémoires du 1er Empire (Dijon, Clea)
- 2008 : Arcole : Un pont vers la légende (Revue Napoléon HS n° 10)
- 2008 : 1808-1809 Napoléon en Espagne (Paris, Revue Gloire et Empire)
- 2007 : 1808 : La campagne d'Espagne : Baïlen. (Paris, Revue Gloire et Empire)
- 2007 : Napoléon amoureux, (Paris, Tallandier)
- 2007 : Les batailles oubliées : Eylau : 8 février 1807, (Annecy, Historic' One)
- 2007 : La campagne d'Egypte (3) (Paris, Revue Gloire et Empire)
- 2006 : La campagne d'Egypte (2) (Paris, Revue Gloire et Empire)
- 2006 : La campagne d'Egypte (1) (Paris, Revue Gloire et Empire)
- 2005 : La Garde impériale : 1804-1815, (Paris, Tallandier)
- 2005 : Le Guide Napoléon : 4 000 lieux de mémoire pour revivre l'épopée,  (Avec Alain Chappet et Roger Martin (Paris, Tallandier)
- 2004 : Dictionnaire des batailles de Napoléon : 1796-1815, (Paris, Tallandier)
- 2003 : Encyclopédie des Uniformes Napoléoniens (Entremont-le-Vieux, Quatuor)
- 2003 : La Conscription au temps de Napoléon, 1798-1814, (Paris, B. Giovanangeli)
- 2002 : La Confédération du Rhin (Entremont-le-Vieux, Quatuor)
- 2002 : Dictionnaire de la Grande Armée, (Paris, Tallandier)
- 2000 : L'Armée de Napoléon : organisation et vie quotidienne, (Paris, Tallandier)
- 1998 : Les Campagnes napoléoniennes (Entremont-le-Vieux, Quatuor)
- 1996 : Les Etoiles de Napoléon (Entremont-le-Vieux, Quatuor)
- 1994 : Flâneries dijonnaises (Chez l'auteur, Dijon, 1994)
- 1993 : L'armée napoléonienne, (Entremont-le-Vieux, Curandera)
- 1993 : Répertoire mondial des souvenirs napoléoniens (Paris, SPM, avec A. Chappet, R.Martin et A. Robe)
- 1985 : Un enfant d'Arc-sur-Tille. Le général Nicolas Jacquemard. (Dijon, chez l'auteur, brochure, 200 ex.)
- 1981 : Guide Napoléonien (Paris et Limoges, Charles-Lavauzelle)

19 n° Hors Série de la revue Tradition (Paris, Le Livre Chez Vous)
- n° 3  " La campagne de Russie 1812 vue par Albrecht Adam et Christian Wilhelm von Faber du Faur "
- n° 4  " Le manuscrit de Weiland "
- n° 5  " Le Bourgeois de Hambourg "
- n° 6  " Manuscrit de Berka. Manuscrit de Brunswick.Manuscrit de Zimmermann "
- n° 8  " Napoléon et les troupes polonaises 1797-1815 "
- n° 9  " Agenda des batailles de Napoléon "
- n° 14 " Napoléon et la campagne d'Autriche de 1809 "
- n° 16 " La guerre d'Espagne et du Portugal 1807-1814. 1re partie de 1807 à 1809 "
- n° 17 " La guerre d'Espagne et du Portugal 1807-1814.2e partie de 1810à1814 "
- n° 19 " L'infanterie napoléonienne 1791-1815 "
- n° 21 " La Cavalerie napoléonienne "
- n° 23 " L'Artillerie napoléonienne "
- n° 25 " Les généraux de Napoléon 1re partie "
- n° 26 " Les généraux de Napoléon 2e partie "
- n° 28 " Le Service de Santé de la Révolution au Premier Empire "
- n° 30 " L’État-major de Napoléon "
- n° 32 " Les troupes étrangères de Napoléon 1re partie "
- n° 33 " Les troupes étrangères de Napoléon 2e partie "
- n° 34 " La cavalerie légère de Napoléon " (en collaboration avec le col. Riccioli)

## Distinctions

### Décorations
- Chevalier de la Légion d'honneur (nommé le 10 avril 2009)
- Officier de l'ordre national du Mérite (nommé le 15 mai 2025)[2]
- Chevalier de l'ordre des Palmes académiques (décret du 29 août 2011)
- Officier de l'ordre des Arts et des Lettres (arrêté du 16 janvier 2014) ; chevalier (Arrêté du 17 décembre 2004)

### Récompenses
- Lauréat de l'Institut (1995) pour L'Armée napoléonienne
- Prix Premier-Empire des prix d'histoire de la Fondation Napoléon (2002) pour le Dictionnaire de la Grande Armée
- Médaille d’argent de la Société académique Arts-Sciences-Lettres de Paris (avril 2007)[réf. nécessaire]
- Médaille de vermeil de la Société d'encouragement au bien (2 avril 2012)[réf. nécessaire]
- Commandeur de l'ordre allemand Viktor von Prendel (octobre 2016)[réf. nécessaire]
- Commandeur de l'ordre dynastique des Deux-Siciles (25 mars 2017)
- Membre honoraire de la Sociedad bolivariana de Colombia (Bogota, 21 avril 2017)[réf. nécessaire]
- Membre honoraire de l'Academia colombiana de historia militar (Bogota, 19 avril 2017)[réf. nécessaire]
- Cité parmi les 300  Côte d'Oriens en lumière  (Journal le Bien Public / Dijon 2003, 2004, 2007, 2009)[réf. nécessaire]